# کرکاو
کرکاو (به آلمانی: Kerkau) یک منطقهٔ مسکونی در آلمان است که در ارندزی واقع شده‌است. کرکاو ۲۲۵ نفر جمعیت دارد.